# Anomalurus beecrofti
Anomalurus beecrofti là một loài động vật có vú trong họ Anomaluridae, bộ Gặm nhấm. Loài này được Fraser mô tả năm 1852.
Loài này được tìm thấy ở Angola, Cameroon, Cộng hòa Congo, Cộng hòa Dân chủ Congo, Bờ Biển Ngà, Guinea Xích Đạo, Gabon, Ghana, Guinea, Guinea-Bissau, Liberia, Nigeria, Senegal, Sierra Leone, Togo, Uganda và Zambia. Môi trường sống tự nhiên của chúng là rừng nhiệt đới hoặc cận nhiệt đới khô, rừng ẩm vùng đất thấp nhiệt đới hoặc cận nhiệt đới, và rừng trồng. Loài này bị đe dọa do mất môi trường sống, nhưng là một loài phổ biến với một phạm vi rộng và Liên minh Quốc tế Bảo tồn Thiên nhiên đã đánh giá tình trạng bảo tồn là "loài ít quan tâm". 

## Hình ảnh

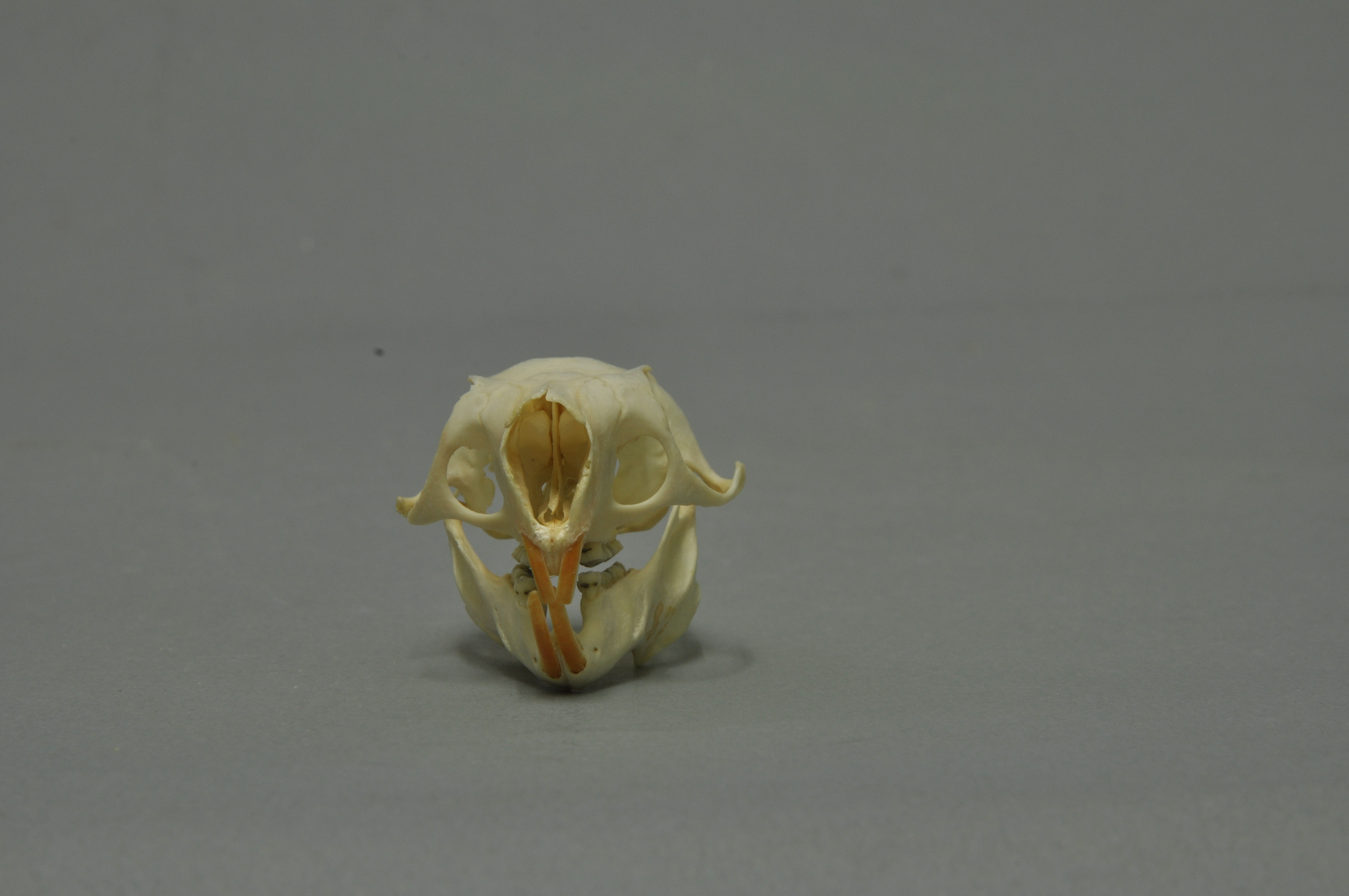
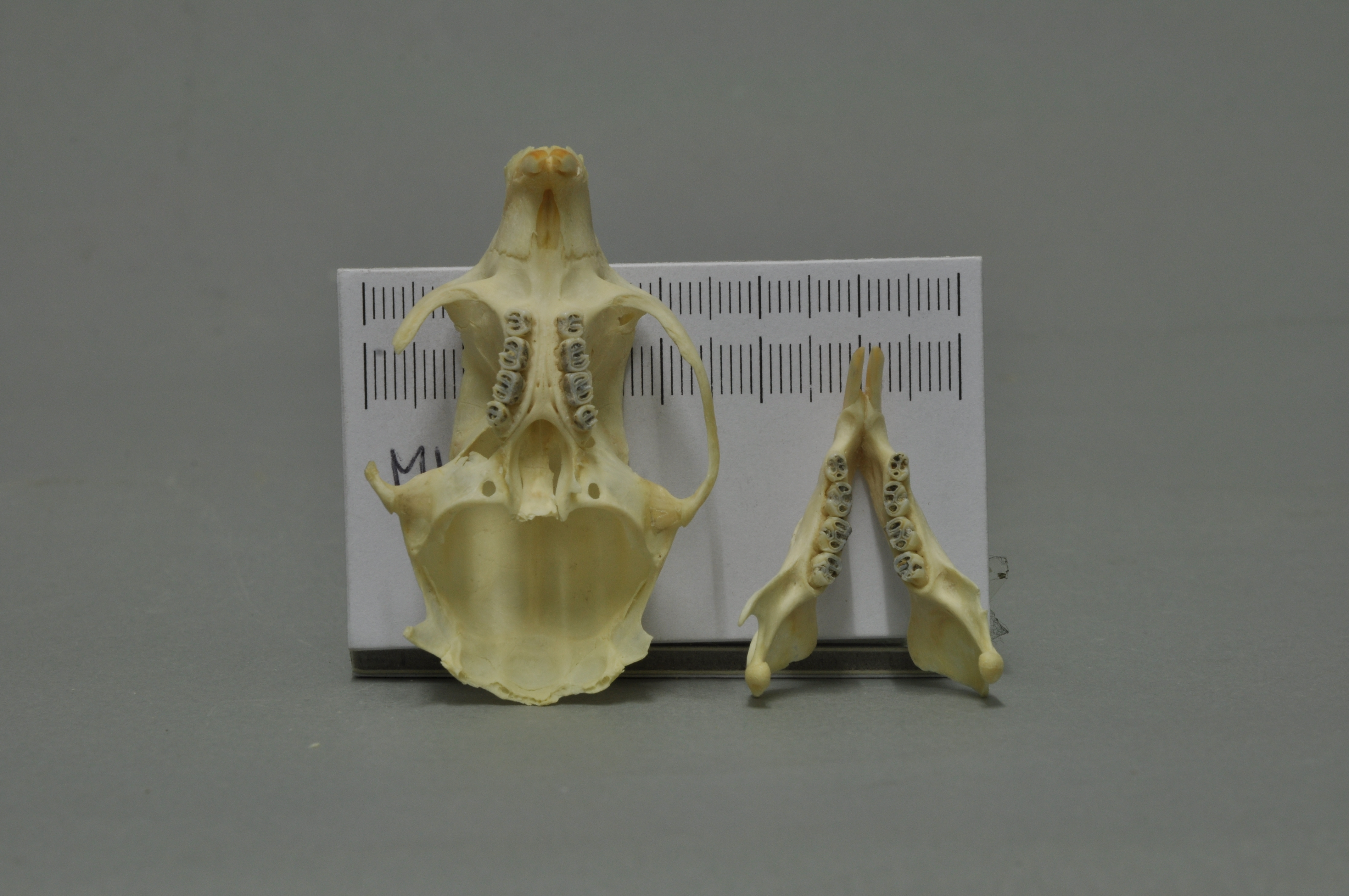
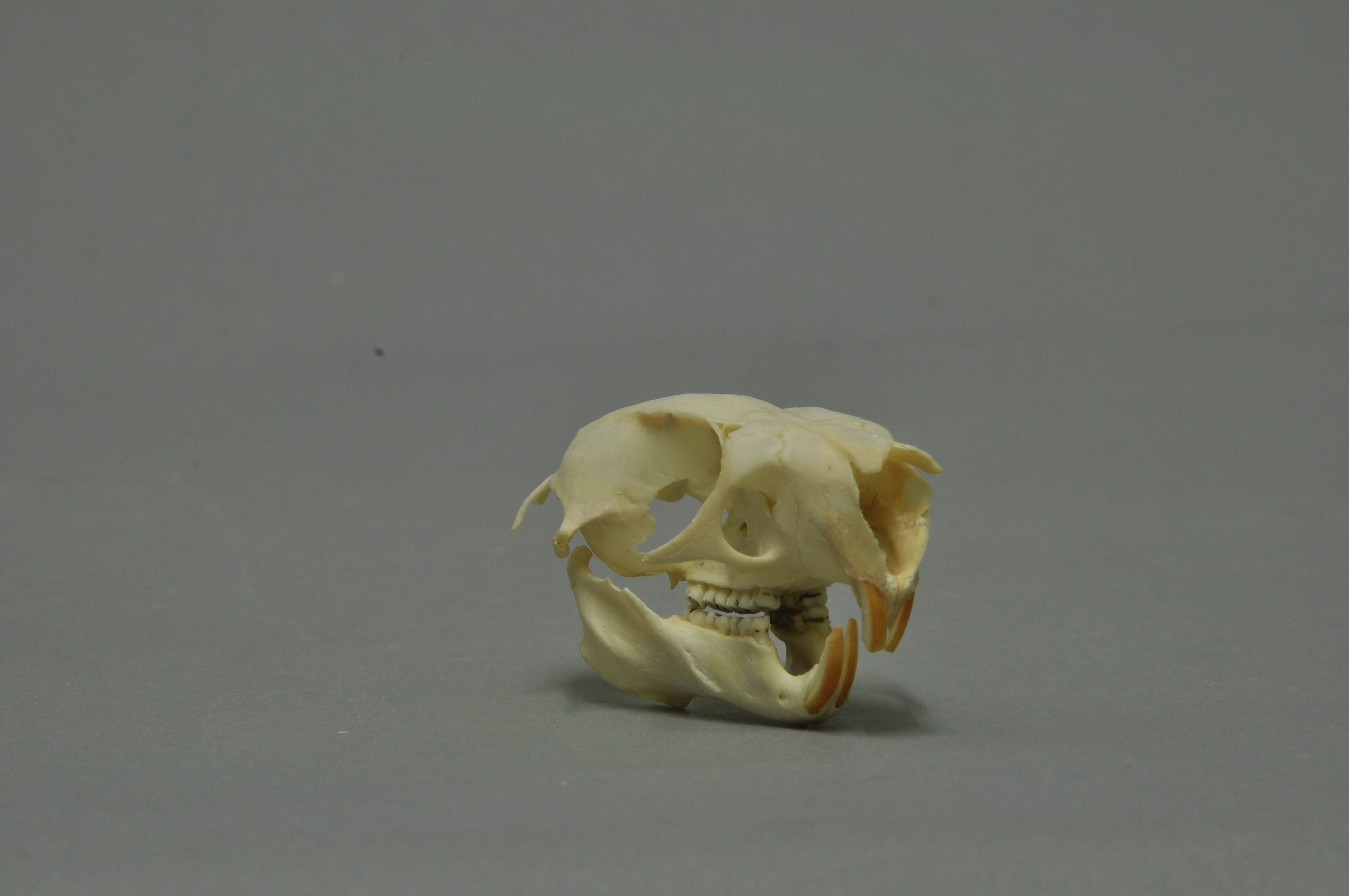